# Alain De Greef
Pour les articles homonymes, voir Greef.
Alain De Greef, né le 4 juin 1947 à Boulogne-Billancourt et mort le 29 juin 2015 à Saint-Saturnin-lès-Apt, est un dirigeant de la télévision française. Il a été notamment l'emblématique directeur des programmes de Canal+, contribuant au succès de la chaîne cryptée à son lancement.

## Biographie
Chef-monteur à l'ORTF en 1971, puis à Antenne 2 en 1976, il est nommé chef d'atelier de production, toujours pour Antenne 2, à partir d'avril 1980 puis directeur de production des variétés.
Il fait la connaissance de Pierre Lescure, alors son supérieur à Antenne 2, avec qui il se lie d'amitié, les deux hommes partageant la passion du cinéma et du rock, américain pour Lescure, anglais pour de Greef. Il participe avec lui à la création de l'émission musicale devenue culte Les Enfants du rock en 1982, toujours sur Antenne 2.
En 1983, Lescure part créer une nouvelle chaîne à péage aux côtés d'André Rousselet, Canal+, consacrée en grande partie au cinéma. Il engage aussitôt de Greef comme directeur de production. Il devient ensuite directeur des programmes à partir de 1986 et jusqu'en février 1994, puis directeur général chargé des programmes de la chaîne jusqu'en décembre 2000. Il est à l'origine des émissions Nulle part ailleurs, Les Guignols de l'info, La Grande Famille, Groland, des émissions de Les Nuls, de Karl Zéro, de Jean-Yves Lafesse, de Jamel Debbouze, de Jules-Édouard Moustic, de Benoît Delépine, des Deschiens, de Benoît Poelvoorde… Il est également à l'origine de la diffusion des films X sur la chaîne.
Personnage taciturne, très secret, jusqu'à en être déroutant, il est également considéré par ses pairs comme remarquablement intelligent et créatif. Il est directement responsable du succès des programmes de la chaîne pendant les années 1990, particulièrement les émissions en clair et est le principal artisan de ce que certains journalistes ont surnommé «l'esprit Canal», un mélange de liberté, d'audace et d'humour impertinent.  
En décembre 2000, alors que la chaîne traverse une importante tempête financière, il est nommé responsable des programmes du groupe Canal+, qui est en réalité une mise au placard. La grille de rentrée 2000 de Canal+ n'ayant pas rempli ses objectifs, avec des déclinaisons de son émission phare Nulle part Ailleurs matin, midi et soir, de Greef souhaite également prendre un peu de recul au moment où il commence à connaître des ennuis de santé.
En 2001, il est chargé de réformer complètement I-Télévision, qu'il a contribué à créer 2 ans plus tôt, avant de négocier son départ de Canal+ quelques mois après celui de Pierre Lescure en 2002.
Il s'éloigne du monde de la télévision. Opéré d'un cancer du poumon en 2014[réf. nécessaire], Alain De Greef confie vivre ensuite « au rythme de maladies diverses et variées ». Devenu, selon ses propres dires, un « paisible retraité provincial », il meurt d'un cancer de la mâchoire le 29 juin 2015,. Canal+ lui rend hommage sur son site internet avec une page dédiée, diffusant de nombreuses vidéos. Il est incinéré.

## Les Guignols de l'info
Dans Les Guignols de l'info où il apparait à partir de 1991, De Greef est représenté comme un joyeux désordonné, perpétuellement aviné (il grogne plus qu'il ne parle, répétant toujours « Oh, ça vaaa… » ou « ça va paaas… »), qui ne travaille presque jamais, si ce n'est pour dire qui présentera Nulle part ailleurs. Durant le Festival de Cannes son personnage passe ses nuits en discothèque à danser sur The Rhythm of the Night de Corona. Sa marionnette est un cadeau des fabricants, la seule à ne pas avoir été payée par Canal+.

## Participations au cinéma ou à la télévision
Dans le film Dobermann, Alain De Greef apparait dans la scène de la boîte de nuit. Il est un consommateur accoudé au comptoir.
Il fait aussi une apparition dans la série H, saison 2, épisode 19 et dans Platane en 2011 où il joue son propre rôle.